# Гюлистанский мирный договор
Гюлистанский мирный договор (рус. дореф. Гюлистанскій договоръ, перс. عهدنامه گلستان‎) — мирный договор между Российской империей и Каджарской Персией, завершивший Русско-персидскую войну (1804—1813).
Договор был подписан 12 (24) октября 1813 года в селении Гюлистан (Карабах) от имени России — Главнокомандующим в Грузии и главноуправляющим по гражданской части, генерал-лейтенантом Н.Ф. Ртищевым, от имени Персии — дипломатом Абуль-Хасан-ханом Ширази.

## Предыстория

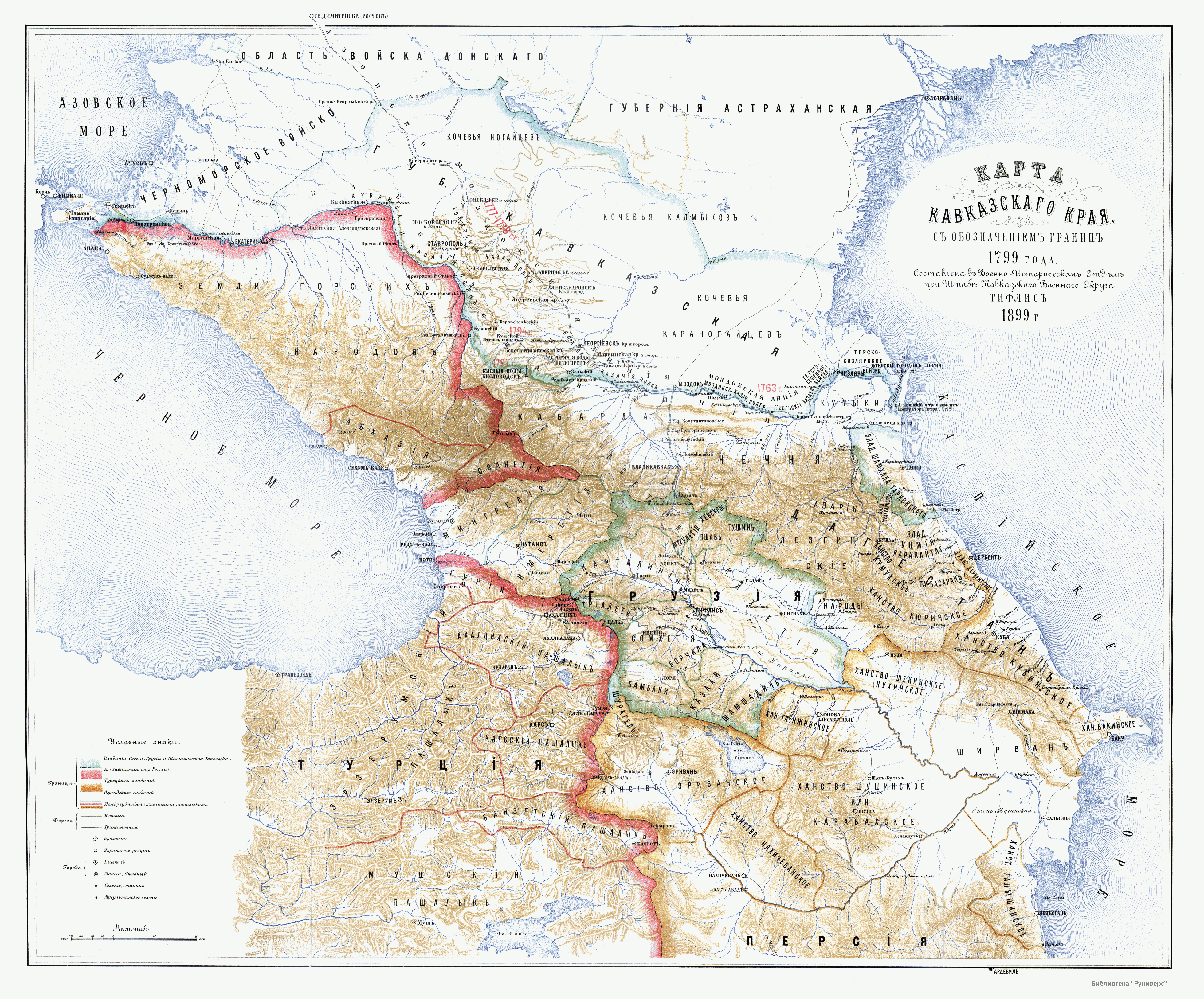
Границы Российского Закавказья в начале XIX века

После завершения Англо-русской войны (1807—1812) и подписания в июле 1812 года мирного договора России с Англией британский дипломат, посол и полномочный министр Англии при Персидском дворе сэр Гор Оусли получил прямо противоположное задание — стать посредником в переговорах между Россией и Персией. Именно ему принадлежит идея подписать Гюлистанский договор «в целом» (Status quo ad praesentem), оставив уточнение спорных территориальных вопросов для решения последующих комиссий, что привело в дальнейшем к бесконечным разногласиям по территориальному вопросу между Россией и Персией.
В октябре 1812 года персидские войска потерпели жестокое поражение при Асландузе, молодой наследный принц Аббас-Мирза едва не попал в плен. После этого он обратился к русскому главнокомандующему Ртищеву с просьбой о возобновлении мирных переговоров.
Предварительные переговоры начались летом 1813 года в Тифлисе. В качестве посредника в них принял участие английский посланник в Персии — сэр Гор Оусли.

## Условия договора
Договор (трактат) «Вѣчнаго мира и дружбы, заключённый между Имперіею Всероссійскою и Персидскимъ государствомъ...», состоявший из 11 статей, был подписан 12 (24) октября 1813 года.
- Ст. I. Статья о заключении мира и прекращении разногласий между государствами;
- Ст. II. Описание новой границы на основании Статус-кво (закрепление за обеими сторонами тех территорий, которыми они владеют или контролируют на дату подписания)[Комм. 3];
- Ст. III. Персия подтверждала переход к России следующих ханств[Комм. 4]: Карабахское, Гянджинское, Шекинское, Ширванское, Дербентское, Кубинское, Бакинское и Талышское. А также территории Дагестана, Картли-Кахетии, Мегрелии, Имеретии, Гурии, Шурагел и Абхазии[14][15][15][16][17][18][19];
- Ст. IV. Россия давала гарантии невмешательства в возможную политическую борьбу наследников престола (если таковая будет), а также, что, кем бы ни был наследник действующего персидского шаха и в дальнейшем его наследники, они будут признаны Россией с оказанием всяческой поддержки;
- Ст. V. Торговым судам обеих держав предоставлялось полное право плавать и вставать в порты Каспийского моря. Вместе с тем, Россия получила исключительное право держать военный флот на Каспийском море[20][4];
- Ст. VI. Обмен пленными должен был завершиться в течение 3-х месяцев со дня подписания договора. Для этого в Каракасе организовывался пункт, где должны были состояться обмены[Комм. 5]. Амнистия давалась всем дезертирам с обеих сторон, а также им предоставлялось право на возвращение в свою страну (в случае добровольного пожелания);
- Ст. VII. Гарантировалось соблюдение всех почестей и отличий для приёма дипломатических миссий и иных командированных представителей обоих государств;
- Ст. VIII. Статья об условиях торговли между державами, а также правах купцов обеих сторон;
- Ст. IX. С ввозимых и вывозимых товаров обеих государств устанавливалась единожды взыскиваемая фиксированная пошлина в размере не более 5%;
- Ст. X. В приграничных городах обоих государств купцам предоставлялась беспрепятственная торговля;
- Ст. XI. Статья о немедленном прекращении военных действий.

Согласно договору, Персия признавала переход к Российской империи Дагестана, Картли, Кахетии, Мегрелии, Имеретии, Гурии, Абхазии, половины Восточной Армении и большей части современного Азербайджана, где располагались следующие ханства: Бакинское, Карабахское, Гянджинское,Шекинское,  Ширванское, Дербентское, Кубинское, Талышское
Гюлистанский мирный договор установил правовые нормы в торговле сторон, и ожидалось, что это увеличит масштабы торговли между Россией (и в первую очередь районами Кавказа) и Ираном. Однако применение статей этого договора задерживалось, и продолжал действовать так называемый запретительный тариф 1755 года. По этому тарифу в Баку и Астрахани на экспортируемые товары накладывалась 23-процентная пошлина. Гюлистанский мирный договор 1813 года был обнародован только в 1818 году, после чего Россия и Иран получили возможность приступить к широким торговым операциям.

## Последствия и значение
Присоединение значительной части Закавказья к России избавило христианские народы Закавказья от нашествий персидских и турецких захватчиков, привело к постепенной ликвидации феодальной раздробленности, помогло поднять экономическое развитие Закавказья на более высокий уровень.
Договор был опубликован лишь в июле 1818 года по причине заключения в 1814 году Тегеранского соглашения между Великобританией и Персией, согласно которому «Англия и Иран отказываются признавать границу, установленную Гюлистанским договором». В связи с чем, подталкиваемая Великобританией, Персия стала требовать пересмотров условий соглашения. Однако российская сторона в лице направленного в середине 1816 года в Персию А. П. Ермолова отказалась от каких либо уступок территорий в пользу Персии и пыталась уменьшить английское влияние на политику Персии, стабилизировать двусторонние отношения.
По утверждению некоторых историков, Каспийское море становилось внутренним морем России.
Персия не смирилась с утратой Закавказья и развязала новую войну против России, закончившуюся поражением Персии и подписанием Туркманчайского мирного договора.

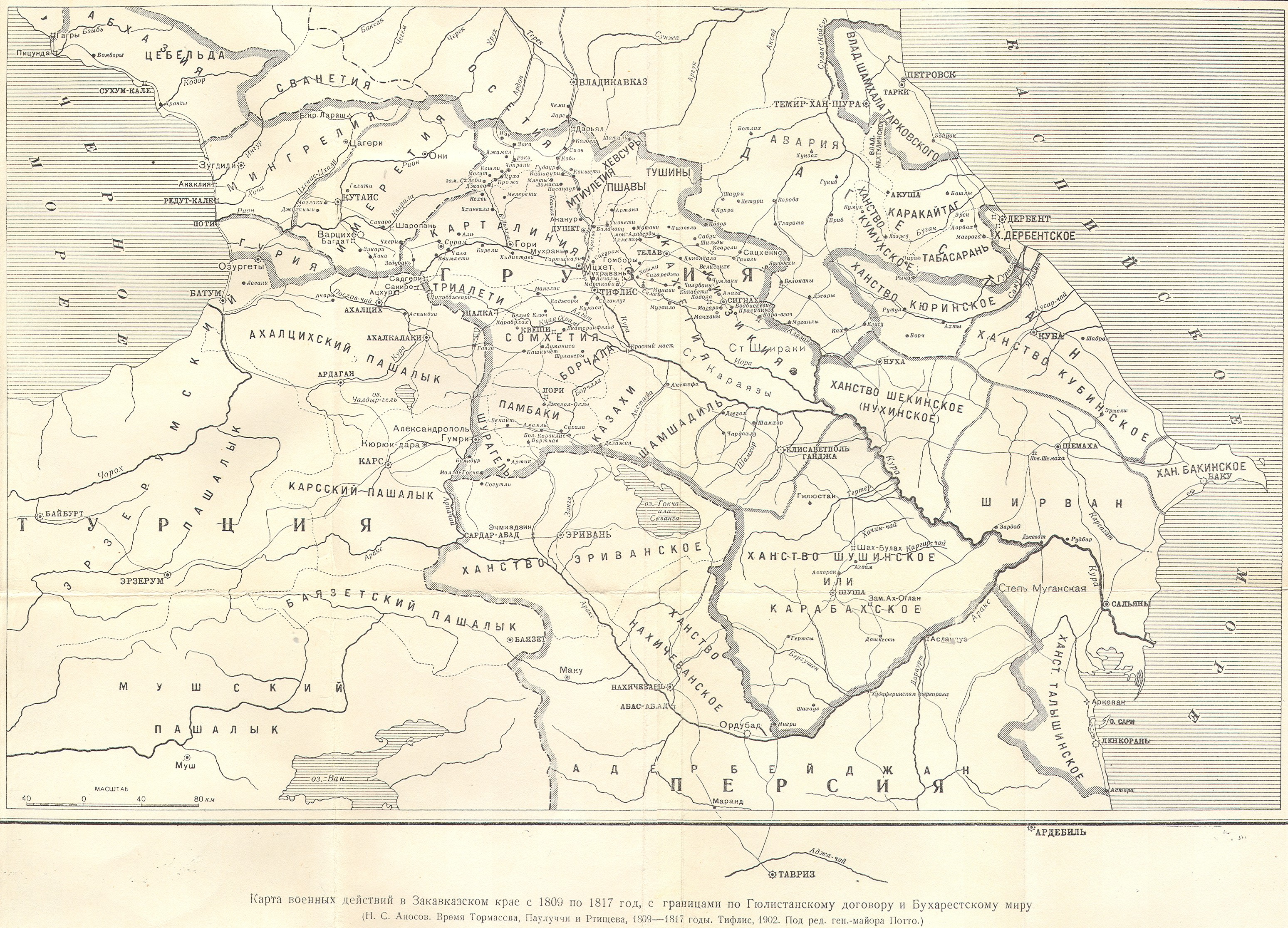
Карта военных действий в Закавказском крае с 1809 по 1817 год с границами по Гюлистанскому и Бухарестскому миру (Потто В. А.).